# Sabri Tuçi
Sabri Tuçi, nacido en Kruje en 1916, falleciado en 1992, es un escultor de Albania.

## Vida y obra
Asistió y completó sus estudios de escultura en la Academia de Bellas Artes en Roma, Italia. 
Es contemporáneo de los famosos pintores de Albania Ibrahim Kodra, Foto Stamo y  Andrea Mano. Regresó a casa en 1942. Durante la Segunda Guerra Mundial perteneció a los grupos de jóvenes antifascistas, por lo que fue perseguido. Desde los primeros años de su regreso se estableció en Durres, donde vivió y trabajó hasta su fallecimiento en 1992. 
Toda una vida dedicada a la talla del mármol , los retratos en bronce de los héroes guerreros, retratos de estudiantes, niños y niñas. 
Sus obras se conservan en la galería de arte de Durres .
Conocido y apreciado no sólo en los círculos artísticos de la ciudad, sino también del país. A lo largo de su carrera participó en concursos nacionales y exposiciones. 
Conocido y reconocido por todos los ciudadanos como artista, pero para muchos también como su antiguo profesor de Inglés en la escuela secundaria en la década de 1960. Entre sus alumnos se encuentra Skender Balaj.
Fue honrado con el título "escultor Meritorio".

## Enlaces
- Anexo:Escultores de Albania
- Escultura de Albania
- Monumento a Sabri Tuçit - Monumenti i Sabri Tuçit en Durres , de la Wikipedia en albanés: La ciudad de Durres instaló un monumento en memoria de Sabri Tuçi; se trata de un monolito tallado que sirve de peana para el retrato de Sabri Tuçi, moldeado en bronce por Idriz Balani.[2] El bronce fue robado a finales de 2010[3]